# Dick Farman
Pour les articles homonymes, voir Farman.
Tom Dickie Mudford Farman, dit Dick Farman, né à Paris en 1872 et mort à Ville-d'Avray en 1940, est un ingénieur aéronautique français, aîné des frères Farman, pionniers de l'aviation.

## Biographie
Jeune ingénieur électricien[évasif], Dick Farman construit au Brésil les premiers tramways électriques de la ville de Rio de Janeiro.
Auteur de nombreux ouvrages techniques sur les moteurs, il est pilote en 1914-1918 et directeur d'une usine d'aviation à Lyon. Après la guerre, il fonde avec ses deux frères la société HMD Farman à Boulogne-Billancourt. Tandis que Henri et Maurice Farman se livrent à une véritable concurrence à l'intérieur de la société, Dick apaise souvent les querelles des deux frères[réf. nécessaire]. Paradoxalement, en dépit de ses connaissances scientifiques et techniques, il s'occupe du service administratif et commercial où son côté profondément humain est unanimement apprécié de tous ses subordonnés[réf. nécessaire].
Dick Farman est à l'origine du service français d'aérobus sur la ligne Paris-Londres, dont le premier voyage officiel a lieu le 8 février 1919, assuré par un Farman F.60 baptisé « Goliath ».
Les nationalisations de 1936 mettent fin à sa carrière. Il en conçoit un très vif chagrin et mourra en 1940.
Il est inhumé au cimetière du Père-Lachaise (95e division).
Il est le grand père de Pierre Farman.

## Publications
- Les automobiles, Librairie industrielle, J. Fritsch (Paris), 1896, Texte en ligne disponible sur LillOnum